# Vingklippning

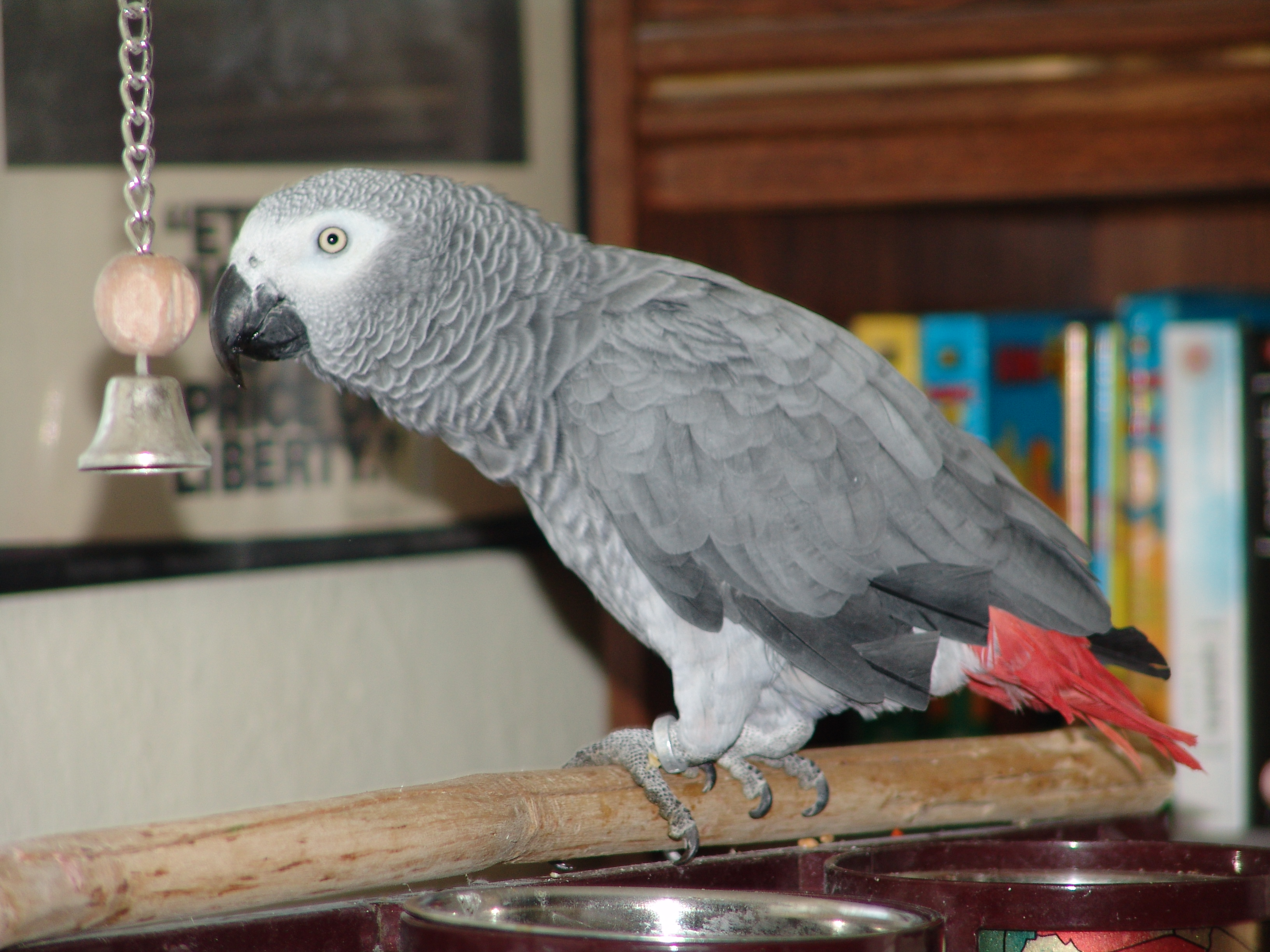
En vingklippt grå jako.

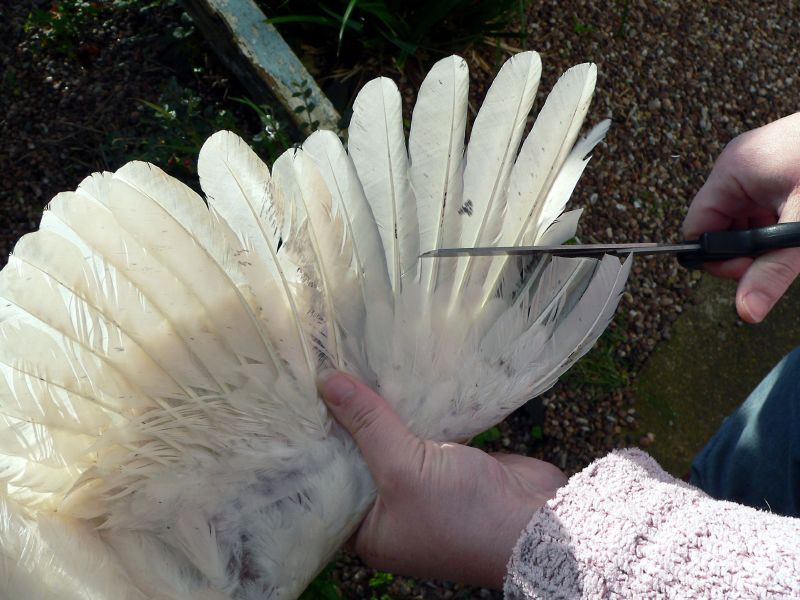
Stäckning av höna.

Vingklippning eller stäckning är olika typer av åtgärder för att förhindra flygförmågan – tillfälligt eller permanent – hos fåglar. Detta innebär ofta att man skär av ett antal handpennor, och ibland även armpennor, på antingen ena eller båda vingarna på vissa bur-, tam-, och parkfåglar för att de inte ska kunna flyga. Man kan också skära bort delar av fanen på vissa vingpennor för att minska bärigheten på vingen.  
Oftast skär man så att vingpennorna växer ut igen när fågeln ruggar. Man kan även skära och förstöra anlaget på vingen, så att nya handpennor inte växer ut igen. Ingreppet är då permanent.  
Juvenila fåglar bör först lära sig att flyga ordentligt innan de vingklipps. Annars utvecklar de inte en normal muskulatur och får därmed försämrad balansförmåga.